# Muhammad al-Dschahani
Muhammad al-Dschahani (arabisch محمد الجهاني, DMG Muḥammad al-Ǧahānī, nach englischer Umschrift häufig Mohammed Al-Jahani; * 28. September 1974) ist ein saudi-arabischer Fußballspieler.
Die meiste Zeit seiner Karriere (1997–2006) spielte er bei Al-Ahli. Er spielte auch für die saudi-arabische Fußballnationalmannschaft und war Teilnehmer an der Fußball-Weltmeisterschaft 1998 und 2002. Außerdem hat er an den Olympischen Sommerspielen 1996 und an der Junioren-Fußballweltmeisterschaft 1993 teilgenommen.